# Egnatia III
La Egnatia III era una nave traghetto ro-ro, appartenuta con questo nome alla Hellenic Mediterranean Lines dal 2002.

## Caratteristiche
Costruita in Jugoslavia su progetto dello studio danese Knud E. Hansen, originariamente la nave era lunga 124,75 metri e larga 19,5. Tra il 1981 ed il 1982 il traghetto fu allungato di circa 32 metri, aumentandone notevolmente la capacità di trasporto.

## Servizio
La nave fu varata il 9 settembre 1972 presso il cantiere Titovo Brodogradiliste di Kraljevica, in Jugoslavia. Fu consegnata alla proprietaria Stena Line il 27 giugno 1973, prendendo il nome di Stena Scandinavica e venendo messa in servizio tra Göteborg e Kiel. Negli anni seguenti la Stena Scandinavica fu utilizzata principalmente su questa rotta, venendo impiegata sporadicamente, nei mesi estivi, anche sui collegamenti tra Kiel e Korsør e tra Göteborg e Frederikshavn.
Nel gennaio 1978 la nave fu venduta alla Irish Continental Line. Rinominata Saint Killian, fu noleggiata alla Stena Line fino ad aprile, prendendo servizio per la nuova compagnia il mese seguente. La Saint Killian fu impiegata nei collegamenti tra Francia e Irlanda, facendo scalo nei porti di Rosslare o Cork e Cherbourg o Le Havre. Nel 1981 la nave fu allungata di oltre 32 metri presso la Amsterdam drydock company, rientrando in servizio l'anno seguente e venendo affiancata dalla recentemente acquisita Saint Patrick II.
Alla vigilia di Natale 1986 nella sala macchine del traghetto, in navigazione con 300 passeggeri a bordo, si sviluppò un incendio. La Saint Killian II fu rimorchiata a Falmouth, venendo poi riparata presso il cantiere Blohm & Voss di Amburgo. Rientrata in servizio nel febbraio 1987, la nave continuò a essere impiegata nei collegamenti tra Irlanda e Francia fino al novembre 1996, quando fu posta in disarmo. Rientrata in servizio tra marzo e settembre 1997, fu poi messa in vendita e posta nuovamente in disarmo a Le Havre. Nell'ottobre 1998 la Saint Killian II fu venduta ad una società registrata a Panama, venendo trasferita al Pireo e qui messa in disarmo. Negli anni seguenti la nave passò di mano più volte, venendo acquisita dalla Commercial Bank of Greece nel 2001, ma non entrò mai in servizio.
Nell'agosto 2002, dopo quasi cinque anni di disarmo, la nave fu acquistata dalla Hellenic Mediterranean Lines. La compagnia greca sottopose la nave a dei lavori di ristrutturazione, prima di metterla in servizio, nell'estate 2003, sui collegamenti tra Brindisi e la Grecia con il nome di Egnatia III. L'anno seguente la nave fu noleggiata alla Algerie Ferries, che la utilizzò sulle linee tra Algeria, Francia e Spagna. Terminato il noleggio per la compagnia algerina nel gennaio 2005, la Egnatia III fu posta in disarmo, non rientrando più in servizio. Nel settembre 2007 la nave fu venduta per la demolizione in India, arrivando ad Alang con il nome troncato in Egnatia.

## Navi gemelle
- Scotia Prince (già Stena Olympica, demolita nel 2012 come Prince)

## Significato del nome
Il nome Egnatia III derivava da quello dell'antica via romana che collegava Durazzo con Bisanzio, ed era originariamente stato portato dal primo traghetto ro-ro della Hellenic Mediterranean Lines, in servizio per la compagnia greca dal 1960 al 1995. In seguito il nome era stato dato ad un'altra nave, la Egnatia II, ex compagna di flotta della Egnatia III con Irish Continental Line e in servizio per HML tra il 1998 ed il 1999.